# Lega Nazionale A (calcio a 5)
La Lega Nazionale A è la divisione cadetta del campionato svizzero maschile di calcio a 5.

## Storia

### Denominazioni
- 2007-2012: Lega Nazionale B
- dal 2012: Lega Nazionale A

## Partecipanti stagione 2014-2015

### Gruppo est
- Benfica Rorschach
- US Giubiasco Futsal
- BSC Jona SG A
- MNK Kuna Futsal Küssnacht
- Salines Futsal
- FC Schaffhausen Futsal
- Union 7 Futsal Club Zürich
- Urban Futsal Zürich

### Gruppo ovest
- Ajax Fribourg Futsal
- FC La Chaux-de-Fonds
- CIS Marigona
- FC Cugy
- Lusitanos Futsal
- US Terre Sainte Futsal
- Uni Futsal Team Bulle II
- Club Futsal Wohlen

## Albo d'oro
- 2008: MNK Croatia 97
- 2009: FC Geneva 1
- 2010: Futsal Minerva
- 2011: Lugano Pro Futsal
- 2012: Futsal Minerva
- 2013: Uni Futsal Team Bulle
- 2014: Lugano Pro Futsal
- 2015: in corso

### Vittorie per club
- 2 Futsal Minerva
- 2 Lugano Pro Futsal
- 1 MNK Croatia 97
- 1 FC Geneva
- 1 Uni Futsal Team Bulle